# Gabriel Tual
Gabriel Tual (Villeneuve-sur-Lot, 9 de abril de 1998) es un deportista francés que compite en atletismo, especialista en las carreras de mediofondo.
Ganó una medalla de oro en el Campeonato Europeo de Atletismo de 2024, en la prueba de 800 m. Participó en los Juegos Olímpicos de Tokio 2020, ocupando el séptimo lugar en la misma prueba.

## Palmarés internacional
| Campeonato Europeo | Campeonato Europeo | Campeonato Europeo | Campeonato Europeo |
| Año                | Lugar              | Medalla            | Prueba             |
| ------------------ | ------------------ | ------------------ | ------------------ |
| 2024               | Roma (Italia)      | Medalla de oro     | 800 m              |